# Deir Qaq
Deir Qaq hay Dayr Qaq là một ngôi làng thuộc quận al-Bab ở phía bắc tỉnh Aleppo, tây bắc Syria. 
Quân đội Syria đã giải phóng ngôi làng khỏi ISIL vào ngày 9 tháng 2 năm 2017.